# Gedung Buruk
Gedung Buruk is een bestuurslaag in het regentschap Muara Enim van de provincie Zuid-Sumatra, Indonesië. Gedung Buruk telt 898 inwoners (volkstelling 2010).